# John Vane
John Robert Vane (29. březen 1927, Tardebigge – 19. listopad 2004, Kent) byl anglický farmakolog a biochemik, který roku 1982 získal Nobelovu cenu za fyziologii nebo lékařství (spolu se Sune Bergströmem a Bengtem Samuelssonem), a to za výzkum struktury prostaglandinů a dalších příbuzných biologicky aktivních látek, který umožnil jejich terapeutické využití.

## Život

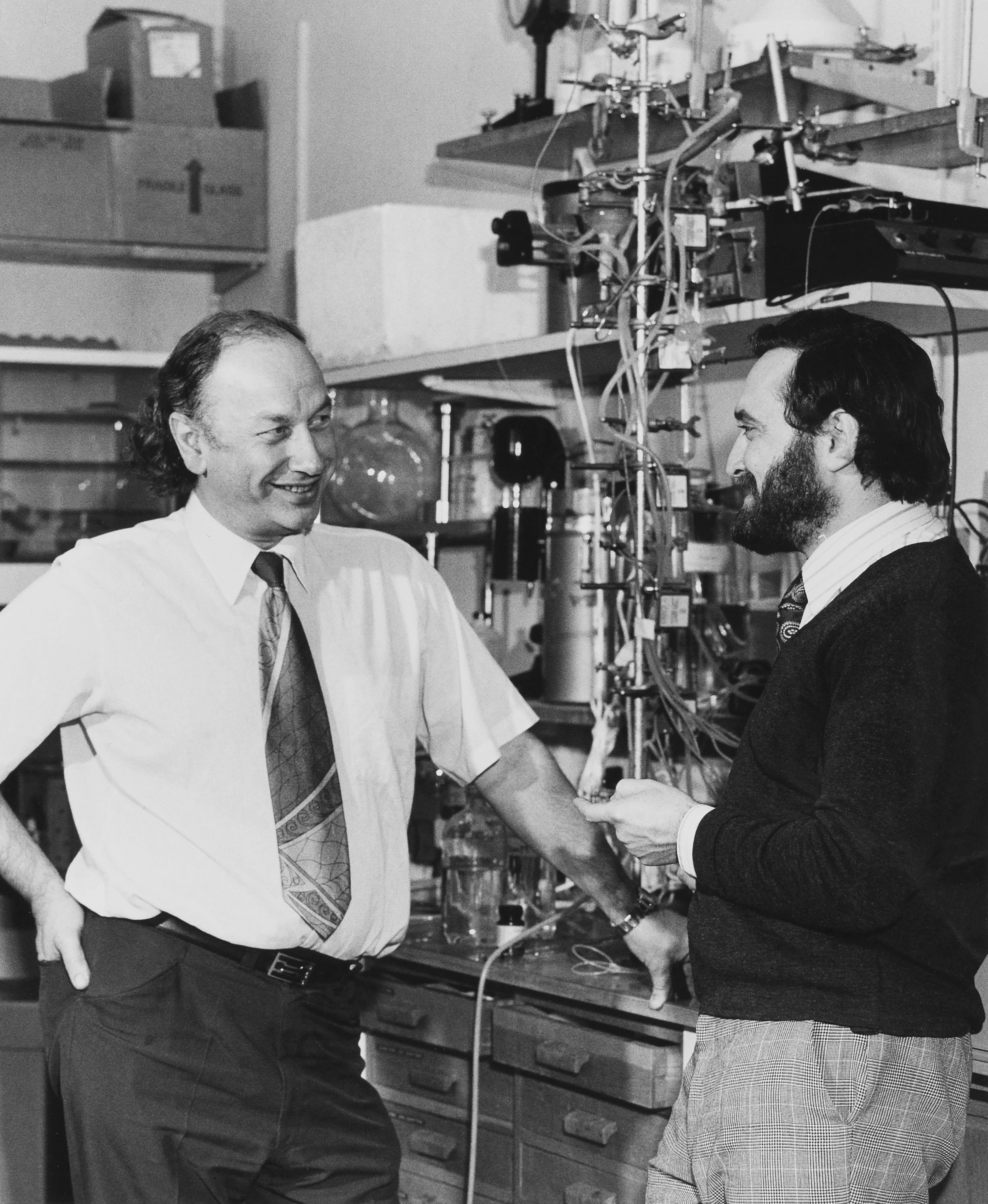
John Vane a Salvador Moncada v 60. letech 20. století

Roku 1946 vystudoval chemii na Univerzitě v Birminghamu. Titul Ph.D. získal roku 1953 na Oxfordské univerzitě v oboru farmakologie. V letech 1953–1955 působil na Yaleově univerzitě v USA, poté se vrátil do Anglie a učil na Londýnské univerzitě, kde se stal nakonec profesorem. Roku 1974 se stal členem Královské společnosti a roku 1984 byl povýšen do šlechtického stavu. V letech 1973–1985 byl ředitelem The Wellcome Research Laboratories v Beckenhamu. Roku 1986 založil William Harvey Research Institute, který působí při nemocnici sv. Bartoloměje v Londýně a zaměřuje se na výzkum kardiovaskulárních chorob.
Prostaglandiny u savců ovlivňují srážení krve (zejm. Vanem objevený prostacyclin), teplotu či alergické reakce. Zajímavostí je, že teprve Vaneův výzkum prostaglandinů vysvětlil účinnost aspirinu, který byl užíván již mnoho let předtím.

### Wellcome Foundation
V roce 1973 opustil svůj akademický post na Royal College of Surgeons a nastoupil na pozici ředitele výzkumu ve Wellcome Foundation, přičemž s sebou vzal řadu svých kolegů, kteří poté vytvořili oddělení pro výzkum prostaglandinů. Pod vedením Salvadora Moncady tato skupina pokračovala v důležitém výzkumu, který nakonec vedl k objevu prostacyklinu.